# Dauphin (kvarter)
Dauphin är ett tidigare kvarter i Saint Lucia. Det ligger i den norra delen av landet. Dauphin ligger på ön Saint Lucia. Dauphin gränsar till Dennery.